# Scopula universaria
Scopula universaria là một loài bướm đêm trong họ Geometridae.